# Tom Stade
Tom Stade es un comediante canadiense que actualmente vive en Wolverhampton, Inglaterra con su esposa Trudy y sus dos hijos. Stade fue alentado a mudarse de su ciudad natal de Vancouver al Reino Unido en 2001 por su amigo y compañero cómico, Craig Campbell. Tiene un distintivo acento  de "canadiense borracho" y es conocido por sus apariciones en el Festival de Edimburgo, además de aparecer en programas de televisión británicos como Live at the Apollo, The Comedy Store, The Live Floor Show, Stand Up for the Week, y el mundo se pone de pie. Otras apariciones incluyen: Mock the Week, la etapa de Birmingham de (mientras vivió en Wolverhampton ) Comedy Roadshow de Michael McIntyre, One Night Stand de Dave, All Star Cast de Lee Mack, y Tramadol Nights de Frankie Boyle (para la que también escribió). En marzo de 2011 y diciembre de 2012, apareció como estrella invitada en Soccer AM . 
Stade apareció en el stand-up de Frankie Boyle, The Boyle Variety Performance, en agosto de 2012, y grabó un DVD en vivo en el Bloomsbury Theatre, Londres (lanzado en otoño de 2013). Su show de gira del Reino Unido de 2013 se llamó Totally Rocks . 